# Cirkelkejsarfisk
Cirkelkejsarfisk (Pomacanthus annularis) är en fiskart som först beskrevs av Bloch, 1787.  Cirkelkejsarfisk ingår i släktet Pomacanthus och familjen Pomacanthidae. IUCN kategoriserar arten globalt som livskraftig. Inga underarter finns listade i Catalogue of Life.